# تپه‌های شمسی
تپه‌های شمسی مربوط به دوره صفوی تا اواخر دوره قاجار است و در شهرستان صدوق، بخش مرکزی، روستای شمسی واقع شده و این اثر در تاریخ ۵ آذر ۱۳۸۰ با شمارهٔ ثبت ۴۴۶۶ به‌عنوان یکی از آثار ملی ایران به ثبت رسیده است.